# Pont de Grenelle
Il pont de Grenelle-Cadets-de-Saumur (già Pont de Grenelle) è un ponte di Parigi costruito tra il 1966 e il 1968 sul luogo di un precedente ponte eretto nel 1827.
Il ponte attraversa la Senna da rue Linois (XV arrondissement, sulla riva sinistra del fiume) a rue Maurice-Bourdet (XVI arrondissement, sulla riva destra), con un appoggio sull'île aux Cygnes e sulla cui estremità sud-ovest si trova una copia della Statua della Libertà.

## Storia
Fin dall'origine, è stato costruito come tre ponti successivi.

### Il ponte di Grenelle (1827)
Il primo ponte di Grenelle fu progettato dall'architetto Mallet, su iniziativa di promotori del quartiere di Beaugrenelle. Esso fu aperto ai pedoni ed alle vetture ippotrainate il 1º maggio 1827, con un diritto di pedaggio variante da 5 centesimi di franco per ogni pedone a 25 per una carrozza a due cavalli; per quanto concerne gli animali il pedaggio era:
- 1 centesimo per un maiale, un montone o una capra
- 2 centesimi per un asino
- 5 centesimi per un cavallo, bue o mucca

Nel 1873 il ponte sprofondò completamente.

### 2º ponte di Grenelle (1874)
Un anno dopo venne presa la decisione di costruire un ponte in ghisa a sei arcate progettato dagli ingegneri Vaudrey e Pesson.

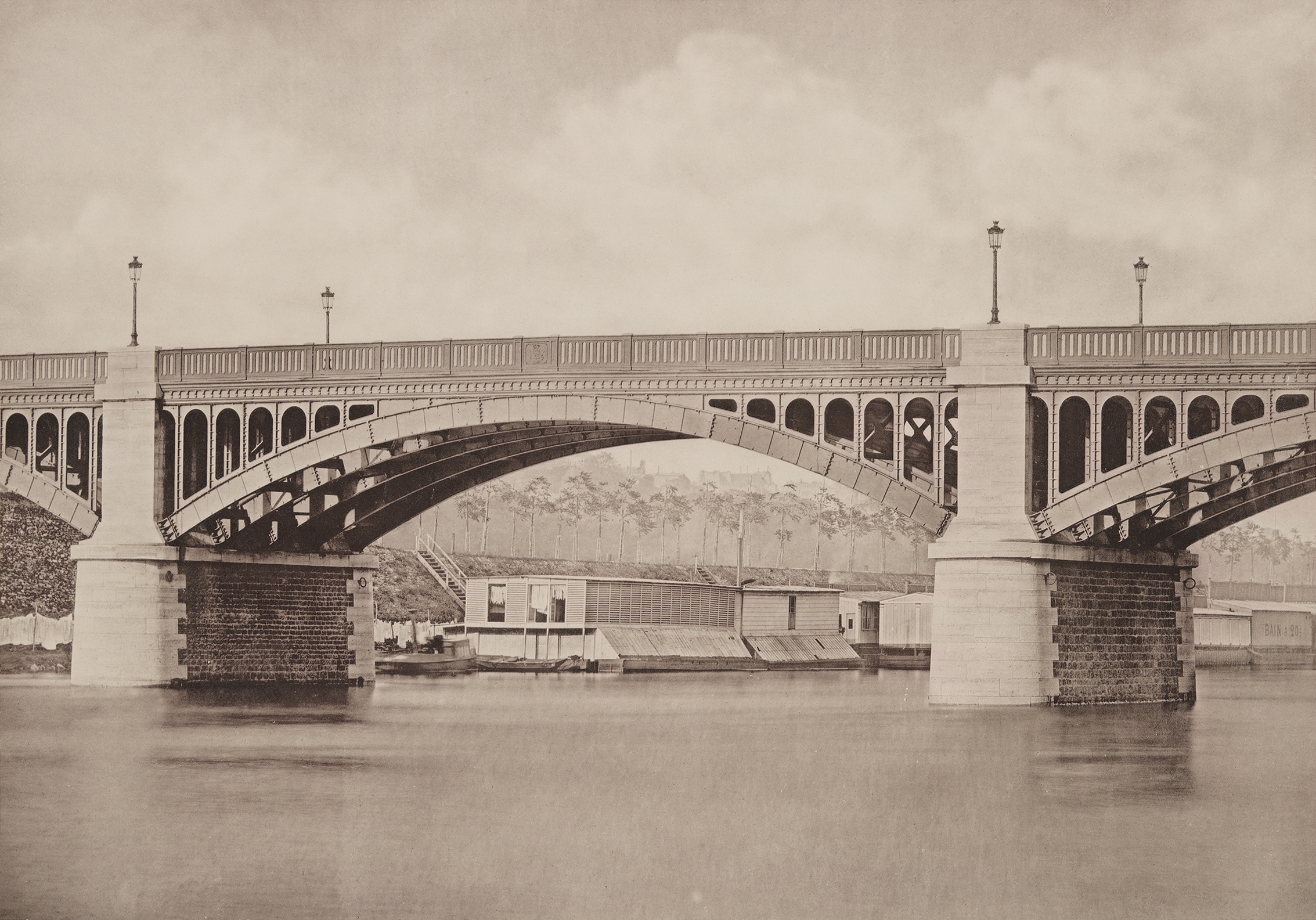
Il ponte di Grenelle nel 1883.
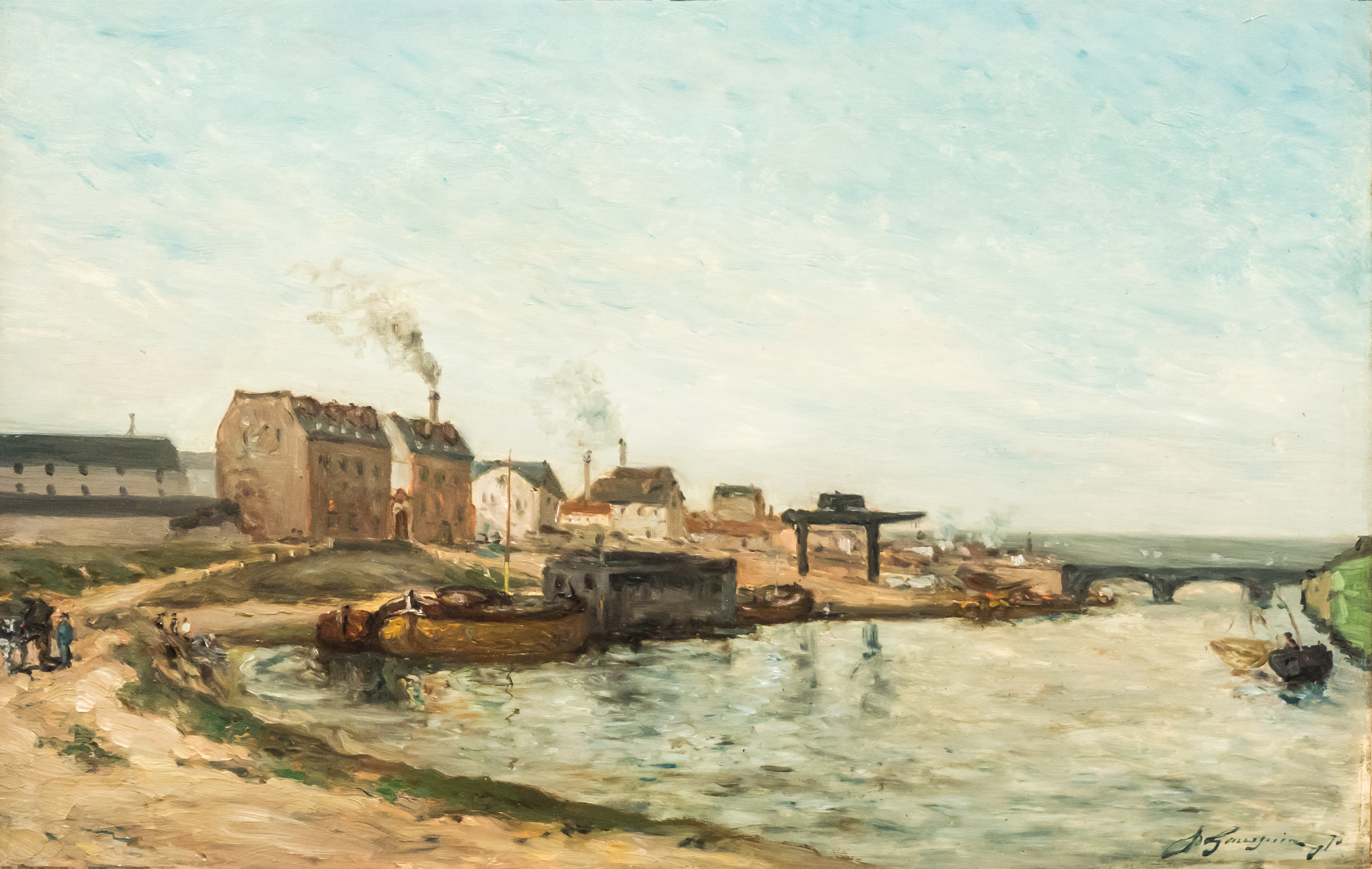
Il ponte di Grenelle nel 1875 (dipinto di Paul Gauguin)
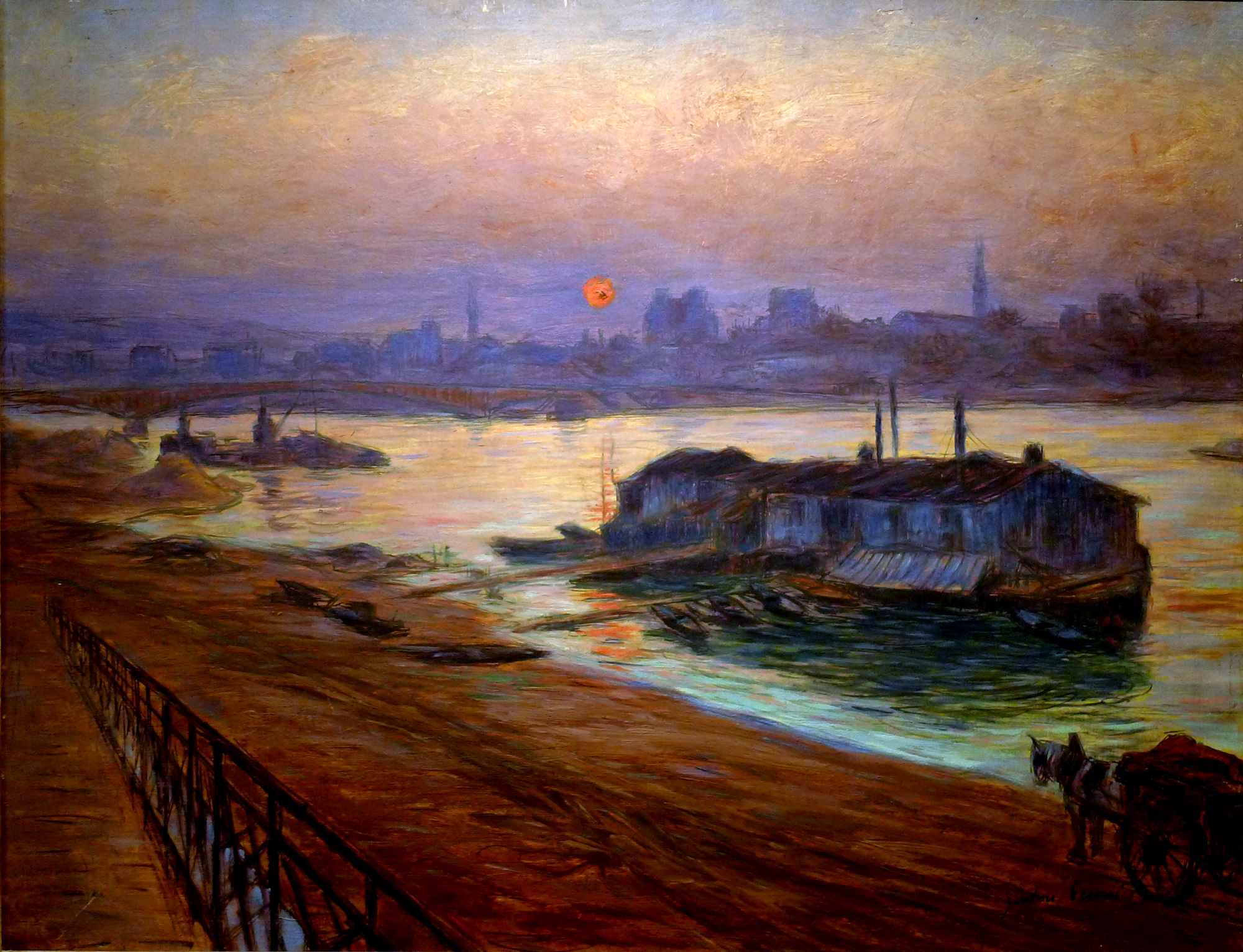
La Senna al ponte di Grenelle (verso il 1904); Gaston Prunier, museo Carnavalet, in secondo piano il pont Mirabeau.

### Il 3º ponte di Grenelle (1968)
Dal 1966 al 1968 tre ingegneri, Thenault, Grattesat e Pilon, costruirono l'attuale ponte.

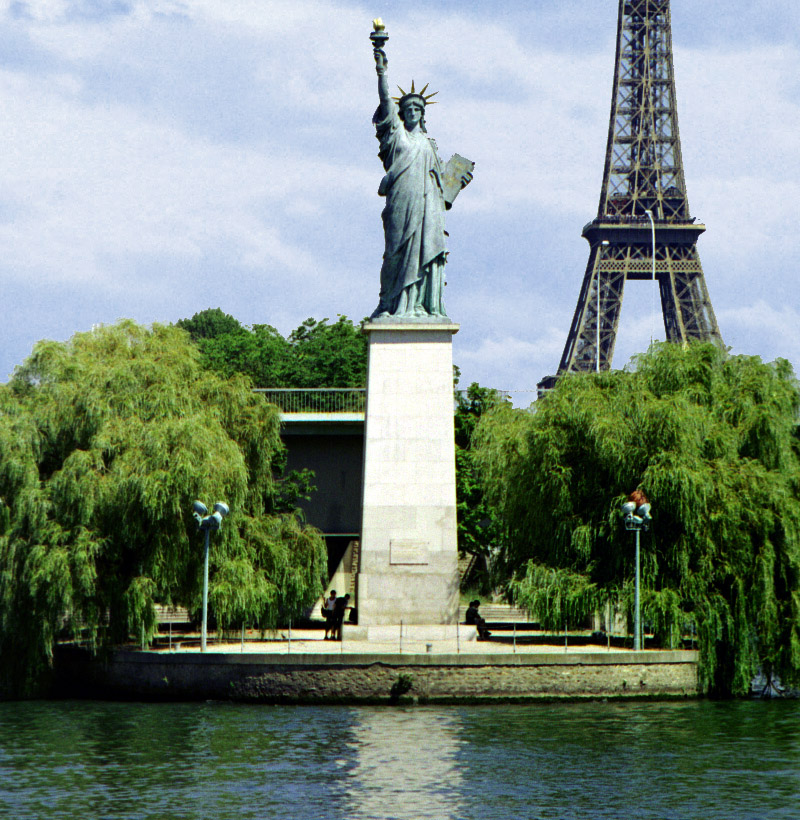
Il ponte dietro la Statua della Libertà.
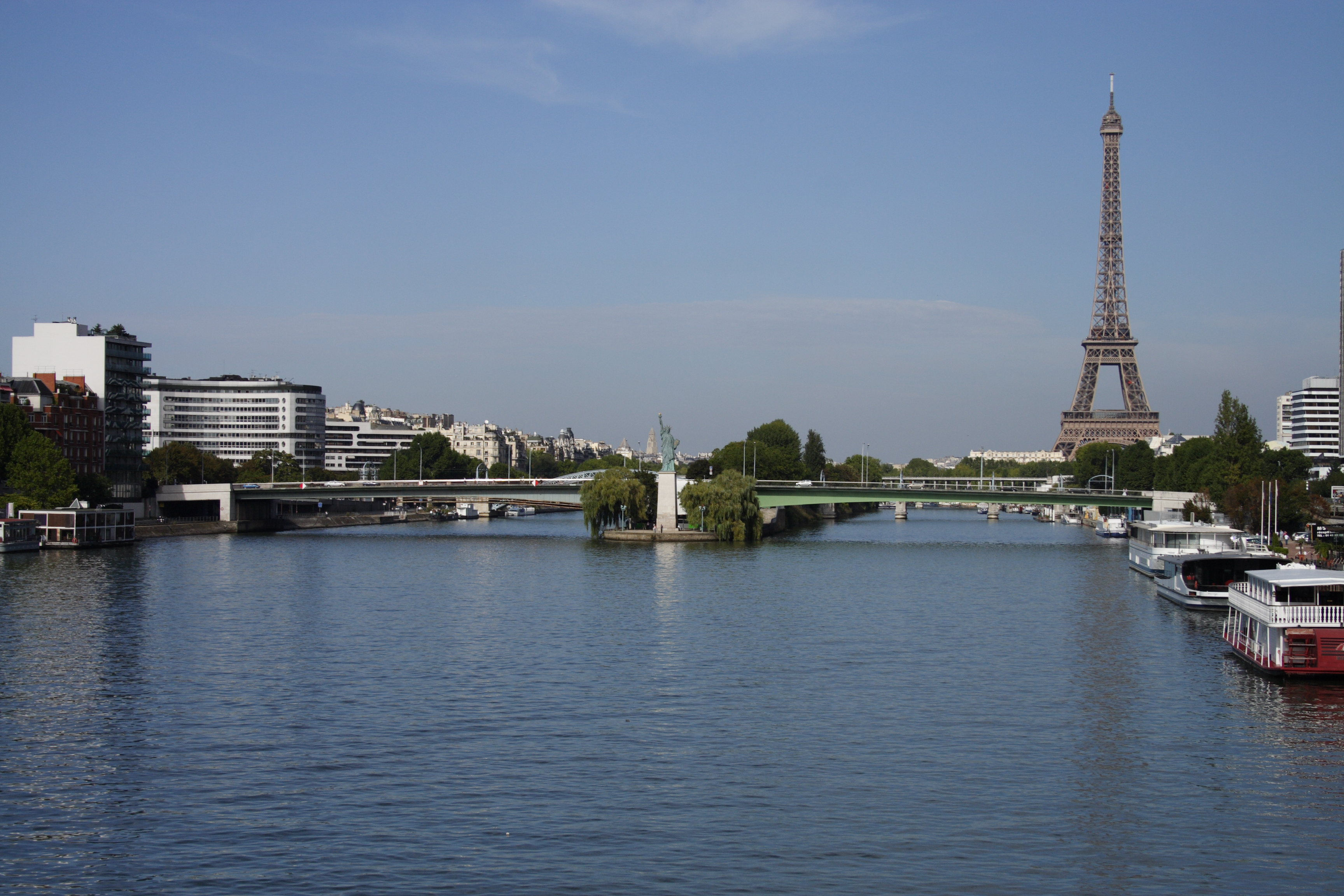
Veduta generale del ponte di Grenelle nel 2006.

## Cambio di nome
Il 18 giugno del 2016 il ponte di Grenelle prese il nome di Pont de Grenelle-Cadets-de-Saumur in omaggio agli allievi aspiranti di riserva (EAR) difensori dei ponti della Loira nel giugno 1940.

## Architettura

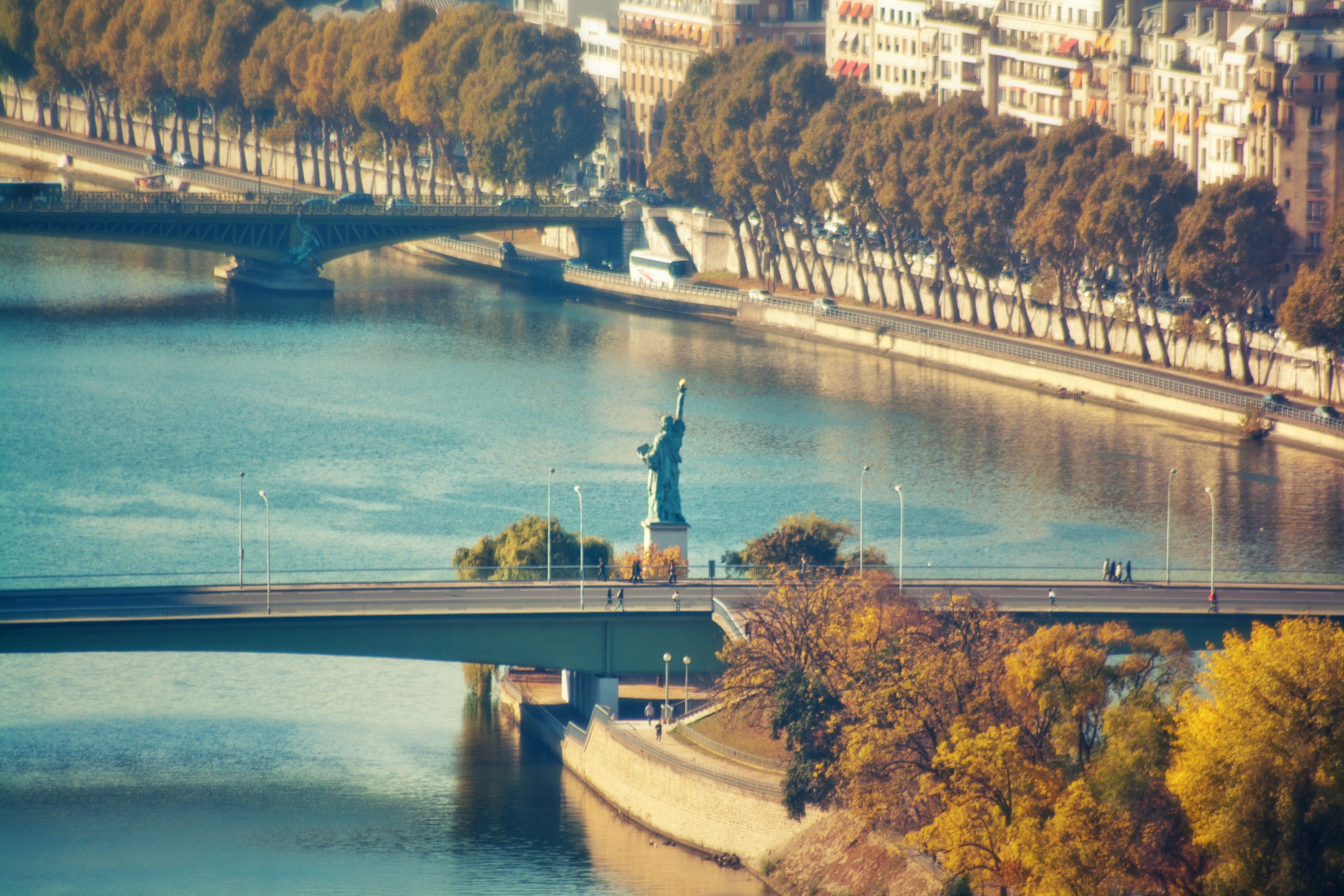
Il ponte di Grenelle e la statua della Libertà nel 2011.

Il ponte è costituito da due travi metalliche principali di 85 metri, che attraversano i due rami della Senna, una campata di 20 metri al di sopra dell'île aux Cygnes e due campate di 15 metri in cemento, che attraversano i quai sulle rive destra e sinistra. La lunghezza totale del ponte è di 220 metri e la larghezza di 30 metri (22 metri per la carreggiata e 8 metri per i due marciapiedi).
Attualmente la sua larghezza non è del tutto utilizzabile poiché un immobile ne restringe l'accesso dal lato del XVI arrondissement, a valle.

## Trasporti
Il ponte è servito dalle stazioni del Métro Mirabeau e Charles Michels.

## Il ponte nella cultura di massa
- Si vede il secondo ponte nel film Monsieur Verdoux (1947) di Charlie Chaplin.
- Una scena del film Frantic (1988) di Roman Polański si svolge sul ponte